# Daphnis et Églé
Daphnis et Églé est une pastorale héroïque de Jean-Philippe Rameau, composée sur un livret de Charles Collé.
La pièce comporte un seul acte. Elle a été créée à Fontainebleau le 29 octobre 1753. 
Cuthbert Girdlestone la considère comme une œuvre mineure ne méritant guère d'être sortie de l'oubli, hormis les pièces instrumentales, ouverture teintée d'italianismes et danses, dignes d'être regroupées en suite orchestrale.  

## L'action
Daphnis et Églé se rendent ensemble au Temple de l'Amitié ; mais le tonnerre se fait entendre, et ils sont réprimandés par le grand prêtre de l'Amitié qui a bien compris : leur sentiment réciproque n'est pas de pure amitié. 
Les deux jeunes gens sont troublés à juste titre, et le Temple devient celui de l'Amour, qui désormais les unit. La pièce se termine par des réjouissances générales réunissant bergers et bergères, Grâces Jeux et Ris. 